# Jørn Jeppesen (musiker)
 For alternative betydninger, se Jørn Jeppesen. (Se også artikler, som begynder med Jørn Jeppesen)
Jørn "Ørn" Jeppesen (født 1967) manager og rytmeguitarist og korsanger i Kim Larsen & Kjukken, siden 2001. Efter Kim Larsens død er han direktør i Kim Larsen ApS.
Jørn Jeppesen udgav den 30. august 2019 sit debutalbum: "Odense Banegård".